# Arrhopalites
Genre
Arrhopalites est un genre de collemboles de la famille des Arrhopalitidae.

## Liste des espèces
Selon Checklist of the Collembola of the World (version du 11 août 2019) :
- Arrhopalites abchasicus Vargovitsh, 2013
- Arrhopalites acanthophthalmus Gisin, 1958
- Arrhopalites alambariensis Zeppelini, 2006
- Arrhopalites amorimi Palacios-Vargas & Zeppelini, 1996
- Arrhopalites antonioi Giuga & Jordana, 2013
- Arrhopalites antrobius Yosii, 1954
- Arrhopalites anulifer Nayrolles, 1990
- Arrhopalites baccettii Dallai, 1969
- Arrhopalites botuveraensis Zeppelini, 2006
- Arrhopalites caecus (Tullberg, 1871)
- Arrhopalites coreanus Park & Kang, 2007
- Arrhopalites diversus Mills, 1934
- Arrhopalites ezoensis Zeppelini, 2004
- Arrhopalites glabrofasciatus Zeppelini, Brito & Lima, 2018
- Arrhopalites gnaspinii Palacios-Vargas & Zeppelini, 1996
- Arrhopalites gul Yosii, 1966
- Arrhopalites harveyi Denis, 1933
- Arrhopalites heteroculatus Zeppelini, 2006
- Arrhopalites incertus Zeppelini & Christiansen, 2003
- Arrhopalites karabiensis Vargovitsh, 2009
- Arrhopalites lawrencei Palacios-Vargas & Zeppelini, 1996
- Arrhopalites loczyi Loksa, 1960
- Arrhopalites macronyx Vargovitsh, 2012
- Arrhopalites microphthalmus Cassagnau & Delamare Deboutteville, 1953
- Arrhopalites millsi (Delamare Deboutteville & Massoud, 1963)
- Arrhopalites minor Park & Kang, 2007
- Arrhopalites minutus Yosii, 1970
- Arrhopalites nivalis Yosii, 1966
- Arrhopalites paranaensis Zeppelini, 2006
- Arrhopalites peculiaris Vargovitsh, 2009
- Arrhopalites pilulifer (Schött, 1893)
- Arrhopalites potapovi Vargovitsh, 2015
- Arrhopalites prutensis Vargovitsh & Busmachiu, 2015
- Arrhopalites pukouensis Wu & Christiansen, 1997
- Arrhopalites tenuis Stach, 1945
- Arrhopalites ulehlovae Rusek, 1970
- Arrhopalites vazquezae Palacios-Vargas & Zeppelini, 1996
- Arrhopalites violaceus (Handschin, 1930)

## Publication originale
- Börner, 1906 : Das System der Collembolen nebst Beschreibung neuer Collembolen des Hamburger Naturhistorischen Museums. Mitteilungen aus dem Naturhistorischen Museum in Hamburg, vol. 23, p. 147-188 (texte intégral).